# Oceanborn
Oceanborn — другий студійний альбом фінського гурту Nightwish, випущений в жовтні 1998 року. 
Альбом зроблено професійніше ніж дебютний Angels Fall First. Стиль залищається незмінним: павер-метал, з елементами симфо-метала і академічним сопрано Тар'ї Турунен. У композиціях «The Pharaoh Sails To Orion» та «Devil and the Deep Dark Ocean» також використовується грубий чоловічий вокал (гроулінг). У цілому альбом є фентезі-орієнтовним, («Swanheart», «Walking In The Air» і «The Pharaoh Sails To Orion».) Композиції «Passion and The Opera» та «Gethsemane» надають йому релігійного забарвлення. На диску також є театрализована композиція «Devil and the Deep Dark Ocean».

## Список композицій
1. «Stargazers»  — 4:28
2. «Gethsemane» — 5:22
3. «Devil & the Deep Dark Ocean» (з Tapio Wilska) — 4:46
4. «Sacrament of Wilderness»  — 4:12
5. «Passion and the Opera»  — 4:50
6. «Swanheart»  — 4:44
7. «Moondance»  — 3:31
8. «The Riddler»  — 5:16
9. «The Pharaoh Sails to Orion» (з Tapio Wilska) — 6:26
10. «Walking in the Air»  — 5:31
11. «Sleeping Sun» (Bonus track)  — 4:05
12. «Nightquest» (японський бонус-трек)  — 4:16

## Учасники
- Туомас Холопайнен — композитор, клавішні, вокал
- Емппу Вуорінен — гітара
- Юкка Невалайнен — ударні
- Тар'я Турунен — вокал
- Самі Вянскя — бас-гітара